# Teorema de Viviani

A soma s + u + t é igual à altura desse triângulo equilátero.

Na geometria euclidiana, o teorema de Viviani, formulado pelo matemático e cientista italiano Vincenzo Viviani, afirma que a soma das distâncias dos pontos ligados pelos lados de um triângulo equilátero que formam um ângulo reto é igual à altura do mesmo. Essa tese pode ser equacionada considerando A, B e C como os vértices; P como um ponto arbitrário no centro do triângulo de lado ℓ; s, t e u como as distâncias até o ponto arbitrário; e h como a altura:
{\displaystyle S(ABC)=S(ABP)+S(ACP)+S(BCP),\,}
{\displaystyle {\frac {\ell h}{2}}={\frac {\ell s}{2}}+{\frac {\ell t}{2}}+{\frac {\ell u}{2}},}
{\displaystyle h=s+t+u\,}